# Sultanaat Gujarat
Het sultanaat Gujarat was tijdens de late middeleeuwen een zelfstandige staat in Gujarat, in het westen van India. De sultans waren afkomstig uit de Muzaffaridendynastie. Het sultanaat Gujarat bestond ongeveer twee eeuwen. In 1573 werd het veroverd door Mogolkeizer Akbar.

## Geschiedenis
De stichter van het sultanaat, Zafar Khan, was een zoon van een tot de islam bekeerde Tanka-Rajput die een hoge functie bekleedde aan het hof van de sultan van Delhi. Zafar Khan werd in 1391 aangesteld als gouverneur van Gujarat door sultan Firuz Shah Tughluq van Delhi. In 1395 liet Zafar Khan de tempel van Somnath plunderen en verwoesten. 
Na de plundering van Delhi door Timoer Lenk in 1398 viel het gezag uit Delhi weg. Zafar Khan verklaarde zich desondanks pas onafhankelijk in 1407. Als sultan van Gujarat nam hij de naam Muzaffar Shah I aan. Hij voerde oorlog met Malwa nadat zijn vriend, de sultan van die staat, vermoord werd. 
Na zijn dood in 1410 werd hij opgevolgd door zijn zoon Ahmad Shah I (1411 - 1449). Deze stichtte in 1411 Ahmedabad, een nieuwe hoofdstad aan de rivier de Sabarmati. Hij zette de oorlog tegen Malwa voort en voerde ook oorlog met de Bahmaniden in het zuiden. Hij veroverde in het zuiden gebied tot het huidige Mumbai. In 1422 belegerde hij Mandu, de hoofdstad van Malwa, maar werd door de uit Orissa terugkerende sultan van Malwa gedwongen tot de aftocht.
Onder Qutbuddin Ahmad II (1451 - 1458) werden verliezen geleden tegen Mewar en Mahmud Khilji van Malwa. Zijn opvolger was Mahmud I Begara (1459 - 1511), die zich met de Bahmaniden tegen Malwa verbond en veel kleinere, onafhankelijke hindoestaatjes aan de rand van het sultanaat innam. Daarbij liet hij in 1473 de Krishnatempel van Dwarka vernietigen. Hij liet de hoofdstad naar Champaner verplaatsen. 
Tijdens Mahmud I Begara kwam het sultanaat in conflict met de nieuw langs de Indische kust verschenen Portugezen. In de zeeslag bij Diu (1509) werd een gecombineerde Egyptisch-Arabisch-Indische vloot verslagen door Francisco de Almeida, de onderkoning van Portugees-Indië. Het eiland Diu viel daarop in Portugese handen. Ze bouwden daar een sterke vesting en bleven in de eerste helft van de 16e eeuw een bedreiging voor de kuststeden van Gujarat.

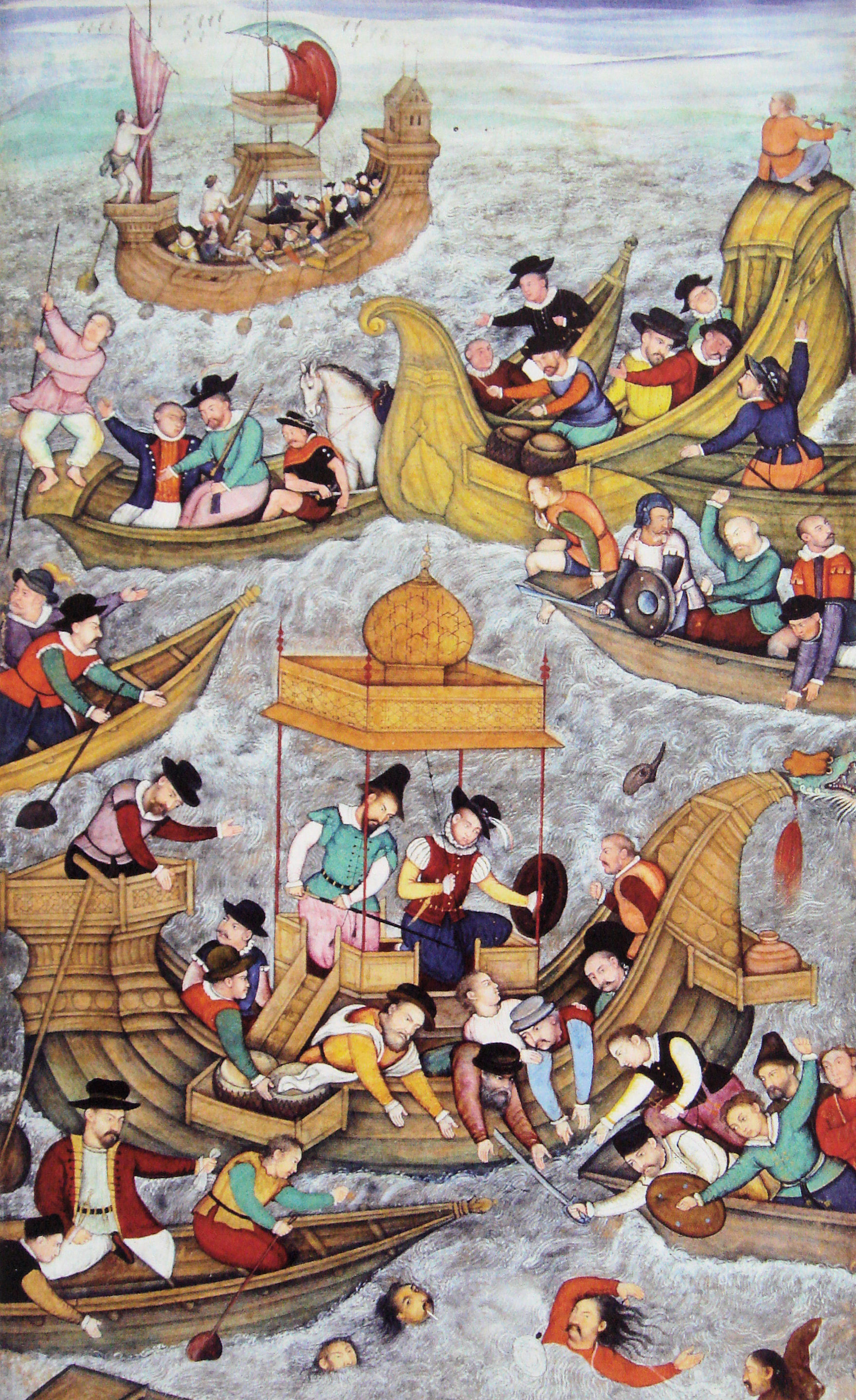
Bahadur Shah wordt vermoord tijdens onderhandelingen met de Portugezen

Onder Muzaffar II (1511 - 1526) was Gujarat de bondgenoot van Malwa tegen Mewar. Toen deze sultan stierf brak een strijd om de opvolging uit, gewonnen door Bahadur Shah (1526 - 1537). Deze was een begenadigd veldheer. In 1529 belegerde hij de sultan van Ahmednagar in Daulatabad; in 1531 veroverde hij Malwa en zette de laatste sultan af; in 1533 versloeg hij een bondgenootschap van Rajputs en hij bestormde Chitogarh (destijds hoofdstad van Mewar) in 1535.
Er was in het noorden echter een nieuwe, veel machtigere partij ten tonele verschenen, de Mogols. In 1535, het jaar waarop Bahadur Shah zijn vijanden bijna op de knieën kreeg, viel keizer Humayun Gujarat binnen. Humayun zag de aspiraties van Bahadur Shah als een grote bedreiging. Bahadur Shah werd verslagen en Ahmedavad geplunderd. Bahadur Shah vluchtte naar Diu, waar hij in 1537 door de Portugezen werd vermoord. Zijn opvolger, Mahmud III (1538 - 1554), was een marionet in de intriges tussen de verschillende Mogolgeneraals (Darya Khan, Alam Khan, Azaf Khan). Tijdens zijn opvolgers Ahmed III en Muzaffar III lag het gezag in handen van verschillende facties hovelingen, die onderling in conflict waren. In 1573 riep de vizier Mogolkeizer Akbar te hulp in zijn machtsstrijd met de sultan. Akbar nam deze kans dankbaar aan om Gujarat te veroveren, de sultan af te zetten en het gebied aan zijn rijk toe te voegen. Muzaffar III ondernam in 1583 een poging zijn sultanaat terug te winnen, maar hij werd verslagen en pleegde zelfmoord.